# Rudolf Wagner
Pour les articles homonymes, voir Rudolf Wagner (homonymie) et Wagner.
Rudolf Friedrich Johann Heinrich Wagner (né le 30 juillet 1805 – mort le 13 mai 1864) est un anatomiste et physiologiste bavarois. Il est le co-découvreur de l'ovocyte. Ses recherches se sont concentrées sur le ganglion nerveux, les terminaisons nerveuses et le nerf sympathique.

## Biographie
Rudolf Wagner naît à Bayreuth, où son père est professeur dans un gymnasium.
Il commence des études de médecine à l'université Friedrich-Alexander d'Erlangen-Nuremberg en 1822. Il complète son curriculum en 1826 à Wurtzbourg, où il étudie sous la tutelle, notamment, de Johann Lukas Schönlein (médecine) et Karl Friedrich Heusinger (anatomie comparée). À l'aide d'une bourse publique, il étudie au moins un an aux Jardin des plantes avec Georges Cuvier et fait des découvertes zoologiques autour de la mer Méditerranée, notamment à Cagliari.
De retour en Allemagne, il commence sa pratique médicale à Augsbourg, où son père a été transféré. Quelques mois plus tard, il est nommé prosecteur à Erlangen. En 1832, il y devient professeur de zoologie et d'anatomie comparée, poste qu'il occupe jusqu'en 1840. À ce moment, il succède à Johann Friedrich Blumenbach à l'université de Göttingen.

## Recherches
En 1855, Rudolph Wagner entreprend l'étude post-mortem de cerveaux humains. Cette année-là, à la suite du décès de Carl Friedrich Gauss, Wagner obtint du fils de Gauss l'autorisation d'examiner le cerveau de son père,. Au cours des années suivantes, Wagner aura examiné et comparé de façon détaillée les cerveaux de 964 personnes issues d'une grande diversité de milieux. Avec les moyens dont il disposait à l'époque, il ne put découvrir ce qui distinguait les cerveaux de Gauss et de Cuvier des cerveaux de certaines personnes ne possédant aucune disposition particulière : si le cerveau de Cuvier était volumineux et celui de Gauss creusé de nombreux sillons, c'était le cas aussi pour d'autres personnes.